# Ryś (U-Boot)
ORP Ryś war das erste U-Boot der polnischen Marine. Die in Frankreich gebaute Ryś (poln.: „Luchs“) wurde bei Beginn des Zweiten Weltkrieges eingesetzt und befand sich danach bis 1945 in schwedischer Internierung.

## Einsatzgeschichte

### Vorkriegszeit
Das Boot wurde zwischen 1927 und 1931 von At.&Ch de la Loire in Saint-Nazaire gebaut. Das erste U-Boot der jungen polnischen Marine erreichte den Hafen von Gdingen am 14. August 1931 und wurde von tausenden begeisterten Schaulustigen begrüßt. Im November brachte das Boot die Besatzung des zweiten polnischen U-Bootes Wilk nach Frankreich. Gemeinsam mit dem Kanonenboot General Haller wurde anschließend die Wilk nach Gdingen eskortiert. Im Januar 1932 kehrte das Boot für kleinere Reparaturen in die Werft zurück und erhielt am 1. Mai 1932 die Turmkennzeichnung „R“. Wie bei den Schwesterbooten wurden die Turmkennzeichnung am 1. Juli 1937 wieder entfernt. In den folgenden Jahren nahm das Boot an mehreren Freundschaftsbesuchen in skandinavischen und baltischen Häfen teil. Am 1. April 1936 kam es im Hafen von Gdingen zu einem schweren Unfall, als eine der Akkumulatorzellen explodierte, wobei 13 Seeleute verletzt wurden.

### Zweiter Weltkrieg
Die polnische Mobilmachung erfolgte am 24. August 1939. Das Boot wurde in Kampfbereitschaft versetzt, mit 10 Torpedos, 22 Seeminen und 110 Granaten für das Deckgeschütz munitioniert.
Bei Kriegsbeginn am 1. September 1939 lief die Ryś aus, um vor der polnischen Küste im Rahmen des Worek-Planes zu patrouillieren. Das Operationsgebiet lag nordöstlich der Halbinsel Hel.
Auf dem Weg zum zugewiesenen Sektor wurden mehrere deutsche Minensuchboote und die Zerstörer Wolfgang Zenker und Erich Steinbrinck gesichtet. Am nächsten Tag, dem 2. September, wurde Ryś von deutschen Luft- und Überwassereinheiten erfasst und mit insgesamt 26 Wasserbomben angegriffen.
Am 3. September legte das Boot 10 Seemeilen östlich der Halbinsel Hel 20 Seeminen.
In der folgenden Nacht wurde die Ryś von deutschen Minensuchbooten und U-Jägern umzingelt und musste tauchen. Das Boot tauchte überraschend auf, griff die Verfolger mit Artillerie an und konnte entkommen. Am 4. September wurden zwei Torpedos auf ein gesichtetes Periskop abgefeuert. Den Rest des Tages musste das Boot tauchen, weil es wiederholt von Flugzeugen und Überwassereinheiten angegriffen wurde. Die Angriffe führten zu Beschädigungen am Boot.
In der Nacht wurde die Basis in Hel angelaufen und das Boot repariert. Am 12. September wurde das Boot nach Norden vor die schwedische Küste beordert.
Da ein weiterer Einsatz gegen die weit überlegenen deutschen Kräfte immer sinnloser wurde, ließ sich die Ryś am 18. September im neutralen Schweden internieren. Während des restlichen Krieges lag das Boot gemeinsam mit den polnischen U-Booten Żbik und Sęp in Vaxholm.

### Nach dem Krieg
Am 5. Oktober 1945 wurde das Boot wieder unter polnisches Kommando gestellt und kehrte am 25. Oktober nach Gdingen zurück. Am 30. November wurde das Boot unter dem Kommando von kapitan marynarki J. Wierzchowski offiziell wieder in die Schiffsliste der polnischen Marine aufgenommen. Zwischen Juli 1946 und Februar 1947 wurde Ryś überholt. 1948 wurde die Ausrüstung und Bewaffnung entsprechend sowjetischer Standards umgebaut. Die Luftabwehr-MG wurden entfernt und die Torpedorohre an sowjetische Torpedos angepasst.
Das Boot wurde 1953 in die Reserve versetzt, am 8. September 1955 außer Dienst gestellt und im folgenden Jahr abgebrochen.

## Kommandanten
- 2. August 1931 – Mai 1933 – kapitan marynarki Edward Szystowski
- Mai 1933 – 14. Juli 1936 – kapitan marynarki Aleksander Los
- 14. Juli 1936 – 18. September 1939 – kapitan marynarki A. Grochowski
- 30. November 1945 – kapitan marynarki J. Wierzchowski